# International Tennis Championships of Colombia 1979
L'International Tennis Championships of Colombia 1979 è stato un torneo di tennis giocato sulla terra rossa. È stata la 3ª edizione dell'International Tennis Championships of Colombia, che fa parte del Colgate-Palmolive Grand Prix 1979. Il torneo si è giocato a Bogotà in Colombia, dal 12 al 18 novembre 1979.

## Campioni

### Singolare maschile
Víctor Pecci ha battuto in finale  Jairo Velasco, Sr. con il punteggio di 6–3, 6–4

### Doppio maschile
Emilio Montano /  Jairo Velasco, Sr. hanno battuto in finale  Bruce Nichols /  Charles Owens con il punteggio di 6–2, 6–4